# Julija Nikolić
Julija Nikolić, fostă Portjanko (în macedoneană Јулија Портјанко, n. 20 aprilie 1983, Dnipropetrovsk, RSS Ucraineană, URSS – d. 12 octombrie 2021, Skopje, Macedonia de Nord) a fost o handbalistă ucraineană naturalizată în Macedonia de Nord, care a jucat pentru clubul ŽRK Vardar Skopje și pentru Echipa națională de handbal feminin a Macedoniei. Ea a evoluat pentru naționala macedoneană la Campionatul European din 2008, unde Macedonia de Nord a terminat a șaptea, iar Portjanko a fost între primele zece marcatoare ale campionatului.

## Biografie
Julija Portjanko a început să joace în handbalul mare la echipa ucraineană SC Galiceanka Liov, între 2001-2003, ocazie cu care a evoluat în Cupa Challenge și Cupa EHF, apoi s-a transferat la campioana Macedoniei Kometal Gjorče Petrov Skopje. Alături de clubul macedonean, pentru care a jucat șase sezoane, Portjanko a evoluat în Liga Campionilor, atingând cea mai bună performanță în 2004-05. În acel sezon, echipa macedoneană, din care mai făceau parte Ana Amorim și Yeliz Özel, a pierdut finala în fața danezelor de la Slagelse FH, printre care se numărau Carmen Amariei, Bojana Popović, Maja Savić, Cecilie Leganger, Ausra Fridrikas, Mette Melgaard sau Irina Poltorațkaia.
În sezonul 2009-10, Julija Portjanko se transferă la clubul turc Üsküdar BSK, iar în 2010 la clubul francez Arvor 29 Pays-de-Brest. În cele două sezoane în care a evoluat la echipa din Hexagon, Portjanko a fost de două ori votată cel mai bun pivot din campionatul francez. În 2012, datorită problemelor financiare, Arvor 29 a retrogradat în liga inferioară, iar Julija Nikolić a semnat pentru clubul rusesc Zvezda Zvenigorod.
Pe 3 iunie 2012, după ce a condus Macedonia spre calificarea la Campionatul European de Handbal Feminin din 2012, Nikolić și-a anunțat retragerea din echipa națională. Cu toate acestea, la insistențele antrenorului Gino Strezovski, ea a revenit asupra deciziei și a anunțat că va juca pentru echipa țării sale la Campionatul European.

## Palmares
- Liga Campionilor:
  - Finalistă: 2005
  - Sfert-finalistă: 2006
- Trofeul Campionilor:
  - Finalistă: 2004